# Agethorst
Agethorst (niederdeutsch: Aathorst/Oothorst) ist eine Gemeinde im Kreis Steinburg in Schleswig-Holstein.

## Geografie

### Geografische Lage
Das Gemeindegebiet erstreckt sich im Bereich der Heide-Itzehoer Geest in Teilen entlang des westlichen Ufers der Mühlenau, eines linken Zuflusses der Bekau.

### Gemeindegliederung
Siedlungsgeografisch gliedert sich die Gemeinde in
- die Wohnplätze des namensgebenden Dorfes
- die Häusergruppe Aukamp
- die Haussiedlung „Alsens Tongrube“
- die Hofsiedlungen Hungerkamp und Lattenbek[4]

### Nachbargemeinden
Unmittelbar an Agethorst grenzende Gemeindegebiete sind:
| Bokelrehm, Nienbüttel |                                             | Hadenfeld |
| Wacken                | Kompassrose, die auf Nachbargemeinden zeigt |           |
| Vaale                 |                                             | Mehlbek   |

## Geschichte
Noch heute zeugen die als Alsens Tongrube bezeichneten gefluteten Tagebaurestlöcher von der Industriegeschichte der Gemeinde, in der Ton als Rohstoff für die Alsensche Portland-Zementfabrik in Itzehoe gewonnen wurde. Von 1908 bis 1977 war hierfür die Agethorster Drahtseilbahn in Betrieb, mit rund 13 km die längste Seilbahn Deutschlands. Nach Beendigung des Tonabbaus hat sich aus den Tongruben ein artenreicher See gebildet. 
50 Jahre lang, von 1945 bis 1995, war Sparkassenleiter Albert Stange Bürgermeister von Agethorst. Daran erinnern die Straßenschilder des Bürgermeister-Stange-Weges.

## Politik

### Gemeindevertretung
Bei der Kommunalwahl am 14. Mai 2023 wurden insgesamt sieben Sitze vergeben. Diese fielen erneut alle an die Kommunale Wählergemeinschaft Agethorst. Die Wahlbeteiligung betrug 71,1 %.

### Wappen
Blasonierung: „In Blau und Grün geteilt durch einen breiten silbernen unten gepfropften und oben durch einen abgeflachten Dreiberg begrenzten Balken, darin drei grüne Laubblätter 1 : 2, beidseitig begleitet von je einem blauen Drahtseilbahnmasten.“
Die drei Laubblätter im Wappen erinnern an die einstmals sehr waldreiche Landschaft. Sie beziehen sich außerdem auf eine mögliche Deutung des Ortsnamens, nach dem das Grundwort „Horst“ von „Gestrüpp“, „Buschwald“ oder „Gehölz“ abzuleiten ist. Beidseitig sind zwei Teile einer Mastkonstruktion angeordnet, die den einstigen Tonabbau symbolisieren sollen und zur Alsenschen Drahtseilbahn gehörten. Die Masten prägten damals das Bild der Gemeinde. Im Schildfuß wird durch die Grube nochmals auf die ehemals große wirtschaftliche Bedeutung des Tonabbaus in der Gemeinde hingewiesen. Der Dreiberg im Schildhaupt verweist auf den „Blocksberg“ im Südwesten der Gemeinde, der mit 53 Metern die höchste Erhebung im Gemeindegebiet bildet.

## Sehenswürdigkeiten
In der Gemeinde stehen einige reetgedeckte Bauernhäuser.
Im Ort steht ein Ehrenmal für die Toten der beiden Weltkriege. 

## Verkehr
Agethorst liegt etwa 10 km nordwestlich von Itzehoe in ländlicher Umgebung. Die Bundesautobahn 23 quert das Gemeindegebiet im Abschnitt zwischen Itzehoe und Heide. Die Autobahn-Anschlussstelle Schenefeld (Nr. 7) liegt im Gemeindegebiet an der Landesstraße L 130 und der hier beginnenden Bundesstraße 430.